# Perlamantispa bequaerti
Perlamantispa bequaerti is een insect uit de familie van de Mantispidae, die tot de orde netvleugeligen (Neuroptera) behoort. 
Perlamantispa bequaerti is voor het eerst wetenschappelijk beschreven door Navás in 1932.